# Déborah Anthonioz
Déborah Anthonioz (Thonon-les-Bains, 29 agosto 1978) è un'ex snowboarder francese.

## Palmarès

### Olimpiadi
- 1 medaglia:
  - 1 argento (snowboard cross a Vancouver 2010)

### Winter X Games
- 1 medaglia:
  - 1 bronzo (snowboard cross ad Aspen 2011)

### Mondiali juniores
- 1 medaglia:
  - 1 oro (slalom gigante a Corno alle Scale 1997)

### Coppa del Mondo
- Miglior piazzamento nella Coppa del Mondo generale di snowboard: 11ª nel 2011
- Miglior piazzamento nella Coppa del Mondo di snowboard cross: 2ª nel 2005
- 13 podi:
  - 4 vittorie
  - 4 secondi posti
  - 5 terzi posti

#### Coppa del Mondo - vittorie
| Data              | Luogo             | Paese   | Disciplina |
| ----------------- | ----------------- | ------- | ---------- |
| 26 gennaio 2002   | Kreischberg       | Austria | SBX        |
| 5 febbraio 2004   | Bad Gastein       | Austria | SBX        |
| 14 dicembre 2004  | Nassfeld-Hermagor | Austria | SBX        |
| 18 settembre 2005 | Valle Nevado      | Cile    | SBX        |

Legenda:

SBX = Snowboard cross